# Francisco Granado Gata
Francisco Granado Gata (Valencia del Ventoso, provincia de Badajoz, 4 de octubre de 1935 - Madrid, 17 de agosto de 1963), también conocido como Francisco Granados, fue un militante español antifranquista de ideología anarquista.

## Biografía
En 1953 se trasladó a Madrid en busca de trabajo y en 1956 se casó con Pilar Vaquerizo. Durante el servicio militar le diagnosticaron leucemia y permaneció un tiempo hospitalizado. En 1960 junto a su mujer e hijos se fue de España y se estableció en Alès trabajando en el sector del metal.
En Francia entró en contacto con la resistencia antifranquista y se afilió a las Juventudes Libertarias. Consciente que no viviría mucho tiempo debido en su dolencia, decidió pasar a la acción y se integró en el grupo Defensa Interior.

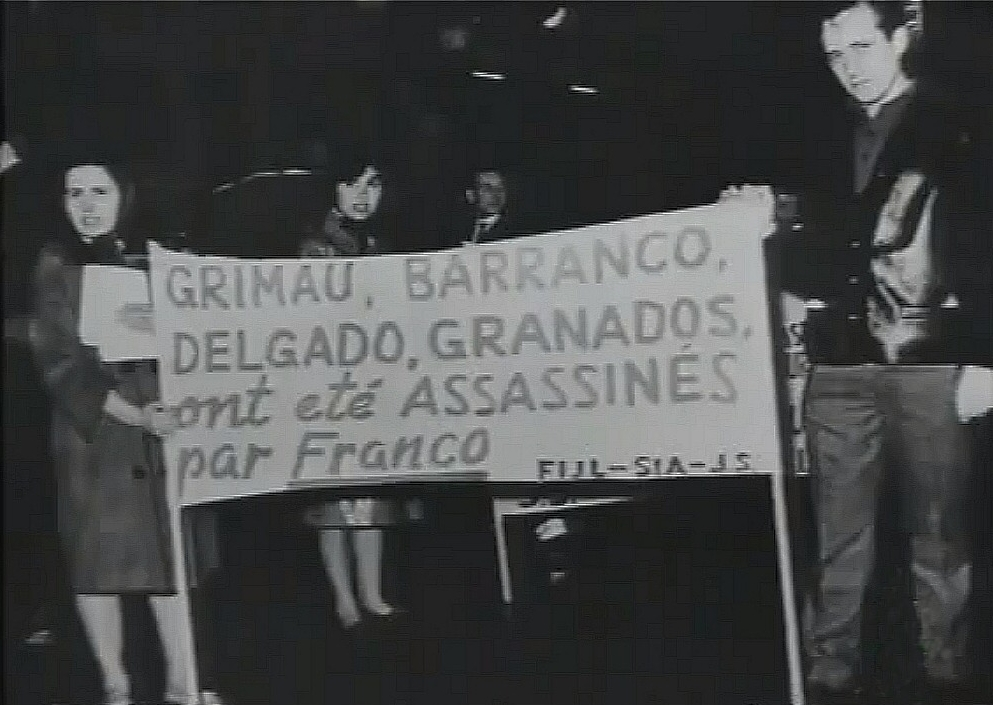
Protesta en París en 1963 contra los asesinatos de Julián Grimau, Manuel Moreno Barranco, Francisco Granados Gata y Joaquín Delgado Martínez.

Hacia el 1963 se instaló clandestinamente en Madrid, donde tenía previsto participar en un atentado contra Francisco Franco. Pero el 31 de julio fue arrestado junto con Joaquín Delgado Martínez, y ambos fueron acusados del atentado contra la Sección de Pasaportes de la DGS que unos días antes habían cometido otros miembros de la organización, y que había provocado veinte heridos. También fueron acusados de haber colocado otro artefacto explosivo en la Delegación Nacional de Sindicatos. Durante seis días fueron salvajemente torturados por los inspectores de la Brigada Político-Social (BPS) Saturnino Yagüe y Enrique González Herrera. En el informe interno de la BPS se decía que las confesiones habían sido obtenidas gracias a «la paciente labor de los funcionarios actuantes». Cuando fueron presentados ante el juez militar, el coronel Eymar del Juzgado Especial de Actividades extremistas, negaron ser los autores de los atentados, pero no les sirvió de nada su retractación pues en el consejo de guerra fueron condenados a muerte basándose exclusivamente en las declaraciones autoinculpatorias hechas a la policía y en ninguna prueba. La sentencia fue ejecutada mediante garrote vil en la cárcel de Carabanchel el 17 de agosto de 1963. Solo habían pasado 17 días desde su detención.
Una semana más tarde, la prensa informó del hallazgo de una bomba con temporizador dentro de un avión del tipo Sur Aviation Caravelle de la compañía aérea Iberia, encontrada durante una revisión rutinaria en Madrid. El avión hacía habitualmente el trayecto Madrid-Frankfurt y había sido revisado en la ciudad alemana unos meses antes por un aviso de colocación de bomba. La nota de prensa adjudicó a Joaquín Delgado y a Granado la colocación de la bomba.

## Reconocimientos
En 1996, treinta y tres años después de la ejecución de Granados y Delgado, un canal de la televisión francesa emitió un documental en el que se dieron los nombres de los verdaderos autores de los atentados.
En 1999 Octavio Alberola Suriñach y Antonio Martín Bellido, dirigentes de Defensa Interior, pusieron en marcha una campaña para anular su condena.
En 2003 la Confederación Nacional del Trabajo (CNT) de Extremadura realizó un homenaje y exposición a Granado en Valencia del Ventoso.
En 2015 Granado obtiene el reconocimiento oficial como víctima del franquismo a través de la solicitud de reparación y reconocimiento cursada por la Asociación de Memoria Histórica de Extremadura (ARMHEX).